# 松坂屋建材
松坂屋建材株式会社（まつざかやけんざいかぶしきがいしゃ）は、埼玉県熊谷市に本社を置く日本の企業である。

## 概要
建築材料の販売や建築工事などを手掛ける企業である。2016年に創業70年を迎えた。
戦後間もない頃に星川通りでの建材販売からスタートした同社は、各種専門工事（内装・外装・防水工事等のサブコン）、リフォーム、水素水サーバー販売と、時代のニーズに合わせて事業を拡大してきた。かつては焼却炉の製造・販売およびペット事業も行っていたが、これらは現在、分社化により関連会社のダストハイが扱っている。
1983年からくじらい乳業の経営に参加していたが、現在では資本関係が解消されている。
2012年にはモンゴル国に現地法人を設立し、海外進出を果たしている。

## 沿革
- 1946年 - 大澤金次が松坂屋商店熊谷支店を熊谷市本町に開業
- 1953年 - 法人改組（現社名）
- 1961年 - 熊谷市佐谷田に工場新設
- 1969年 - 熊谷市広瀬に本社移転
- 1975年 - 栃木出張所開設
- 1982年 - 大宮出張所開設
- 1988年 - 大澤孝至が社長に就任
- 2001年 - 焼却炉・ペット部門の分社化により株式会社ダストハイを設立
- 2003年 - マルマツ石材株式会社を吸収合併
- 2012年 - モンゴル国現地法人の株式会社松坂屋を設立。
- 2014年 - ISO9001認証取得
- 2016年 - 株式取得により丸山設備株式会社を完全子会社化
- 2018年 - 健康経営「健康宣言」を全国健康保険協会埼玉支部に宣言
- 2019年
  - 大澤孝至が代表取締役会長に、大澤伸一郎が代表取締役社長に就任
  - 関連子会社、株式会社松坂屋をベトナム社会主義共和国ホーチミン市に設立

## 役員構成
- 代表取締役社長 - 大澤伸一郎
- 専務取締役 - 高橋勉
- 専務取締役 - 長久夫
- 取締役 - 今村幸生
- 監査役 - 小池文喜（非常勤）

## 事業所
本社(建築材料販売・環境商品販売・各種専門工事･リフォーム･管理部門）
- 埼玉県熊谷市広瀬165(秩父鉄道石原駅下車)

栃木支店(建築材料販売･住宅設備工事）
- 栃木県栃木市大平町西野田464（東武日光線新大平下駅下車)

## 事業内容
- 建築材料販売（湿式建材、衛生機器、システムキッチン、ユニットバス、住宅建材、設備資材等）
- 環境商品販売（水素水サーバー、電解水衛生システム、除菌電解水給水器、食品資源リサイクル機器等）
- 建築専門工事（防水、吹付・塗装、外壁・金属屋根、内装、タイル・石、断熱等）
- リフォーム（外溝、屋根・外壁、屋上防水、断熱、設備、衛生設備、内装、バリアフリー等）

## その他
- 行田市に存在する同名の会社は別法人であるが、ルーツは同じ「松坂屋商店」であり、現在も両社は共同仕入れ先という関係である。（便宜上、行田市の法人は松坂屋建材行田店と呼ばれる。行田店が本家であり、熊谷の松坂屋建材が暖簾分けした形である。）
- 百貨店の松坂屋とは一切関係がない。
- 1971年より、松和会という職方の協力会が存在する。
- 現社長は2013年に熊谷うちわ祭の大総代を務めた人物である[1]。
- 社員教育に力を入れており、階層別研修では役員による致知(致知出版社)を用いた人間学の教育が行われているほか、英会話や女子社員を中心とした茶道研修も取り入れられている。また、若手社員を中心に教育の一環として行われる始業前の清掃、神棚拝礼、声出しが恒例となっている。
- 6月が決算期である。給与見直しが1月と7月、賞与支給が3月と9月に行われる。
- 結婚が決まった社員は妻を交えて大澤社長と会食することが慣例となっている。
- 2015年に本社前に熊谷桜が植樹された。